# Rubén Jaramillo
 Rubén Jaramillo Méndez (Tlaquiltenango, 1900 - Xochicalco, 23 mei 1962) was een Mexicaans politicus, sociaal activist, verzetsstrijder en predikant.
In 1915, tijdens de Mexicaanse Revolutie, sloot hij zich aan bij het Bevrijdingsleger van het Zuiden van Emiliano Zapata. Na de Mexicaanse Revolutie, in de jaren '20 en 30 toonde hij zich voorvechter voor het systeem van ejidos. Hij steunde in 1934 de presidentscampagne van Lázaro Cárdenas, die hem tot hoofd van een suikermolen en coöperatief in Zacatepec benoemde. In die functie vocht hij tegen de bemoeienissen en corruptie van de regering. Jaramillo bekeerde zich tot het protestantisme en werd predikant voor een methodistische kerk.
In 1940, na de verkiezing van de meer conservatieve Manuel Ávila Camacho werd hij gedwongen af te treden, waarna hij een gewapend verzet tegen de regering begon. In 1943 werden de meeste jaramillistas gedood of gevangengenomen, doch Jaramillo had zijn toevlucht gezocht in Mexico-Stad. Hij kreeg van Ávila Camacho de garantie dat hij beschermd zou worden en keerde weer terug naar zijn thuisstaat Morelos, waar hij de Agrarische Arbeiderspartij van Morelos (PAOM) oprichtte. Voor de PAOM was hij kandidaat voor de gouverneursverkiezingen in Morelos in 1946, doch verloor deze na fraude aan Ernesto Escobar Muñoz van de regerende Institutioneel Revolutionaire Partij (PRI). Escober vervolgde met steun van de nieuwe president Miguel Alemán de aanhangers van Jaramillo, waarna deze de wapens weer oppakte.
In 1952 steunde hij de presidentscampagne van generaal Miguel Henríquez Guzmán, die ook de steun kreeg van Cárdenas. Tegelijkertijd werd hij door de PAOM weer tot kandidaat voor de gouverneursverkiezingen gekozen. Hij ging deze verkiezingen in met een programma voor gemeentelijke autonomie, autonomie voor ejidos en landhervorming, doch verloor de verkiezing wederom aan de PRI-kandidaat. Ook deze verkiezingen gingen gepaard met fraude; het leger bezette de stembureaus en na afloop werden aanhangers van de PAOM vervolgd. Jaramillo zocht wederom zijn toevlucht in de clandestiniteit. In 1956 deed hij een mislukte poging de gouverneur van Zacatecas te ontvoeren.
In 1958 kreeg hij amnestie van president Adolfo López Mateos, die hem aan het hoofd zette van een organisatie voor arbeiders in de suikerindustrie. Hij zette zich in deze functie in voor de rechten van arbeiders, waardoor hij zich de woede van werkgevers en politici op de hals haalde. In deze tijd werd er een mislukte aanslag op zijn leven gepleegd. Een staking van suikerarbeiders die naar aanleiding daarvan georganiseerd werd, werd hardhandig uiteengeslagen.
Toen in 1959 de regering een belofte tot landhervorming introk, gingen een aantal boeren uit Morelos over tot landbezettingen. Jaramillo wist hen over te halen hier mee te stoppen en begon onderhandelingen met de regering. Toen deze weigerde concessies toe doen liet Jaramillo alsnog landbezettingen uitvoeren, en richtte hij een socialistisch collectief op. Toen Jaramillo in 1961 naar Mexico-Stad kwam op uitnodiging van López Mateos werd het collectief binnengevallen door veiligheidsdiensten en zijn aanhangers gearresteerd.
Op 23 mei 1962 werd zijn huis binnengevallen door politie en leger. Hij werd meegenomen naar Xochicalco waar hij samen met twee dochters, een neef en zijn zwangere vrouw vermoord werd. Na deze moordpartij ging een golf van verontwaardiging door Mexico, maar er is nooit iemand voor veroordeeld.
- Gemeinsame Normdatei: 13332494X
- International Standard Name Identifier: 0000 0000 7876 1679
- Library of Congress Control Number: n85147336
- Nederlandse Thesaurus van Auteursnamen: 172286905
- Système universitaire de documentation: 134376501
- Virtual International Authority File: 11282436
- WorldCat: E39PBJfcHX3YXHXGBgTyWCxdQq